# Broek (Gouda)
Broek is een buurtschap in de wijk Westergouwe in de gemeente Gouda, in de Nederlandse provincie Zuid-Holland. De buurtschap ligt in de gelijknamige polder Broek. Het bestaat uit twee wegen de Nieuwe Broekweg en Broekweg. Broek bestaat uit een paar boerderijen, Gemaal Oostpolder, oude schutsluis het Moordsche Verlaat, een vakantieresort en een motorcrossbaan.

## Geschiedenis
Voor 1795 was Broek een heerlijkheid onder het bestuur van Gouda. Van 1798 tot 1811 was Broek een zelfstandige gemeente. In 1811 werd Broek bij Gouda gevoegd. In 1816 werd Broek samengevoegd met Bloemendaal en Broekhuizen tot de gemeente Broek, Thuil en 't Weegje. In 1870 werd Broek door een fusie bij Waddinxveen gevoegd. In 1964 werd Broek door middel van een grenscorrectie weer bij Gouda gevoegd.

## Naamgeving
Broek ontleent net als Broekhuizen zijn naam aan het laaggelegen en moerassige veenland, dat broek genoemd wordt.

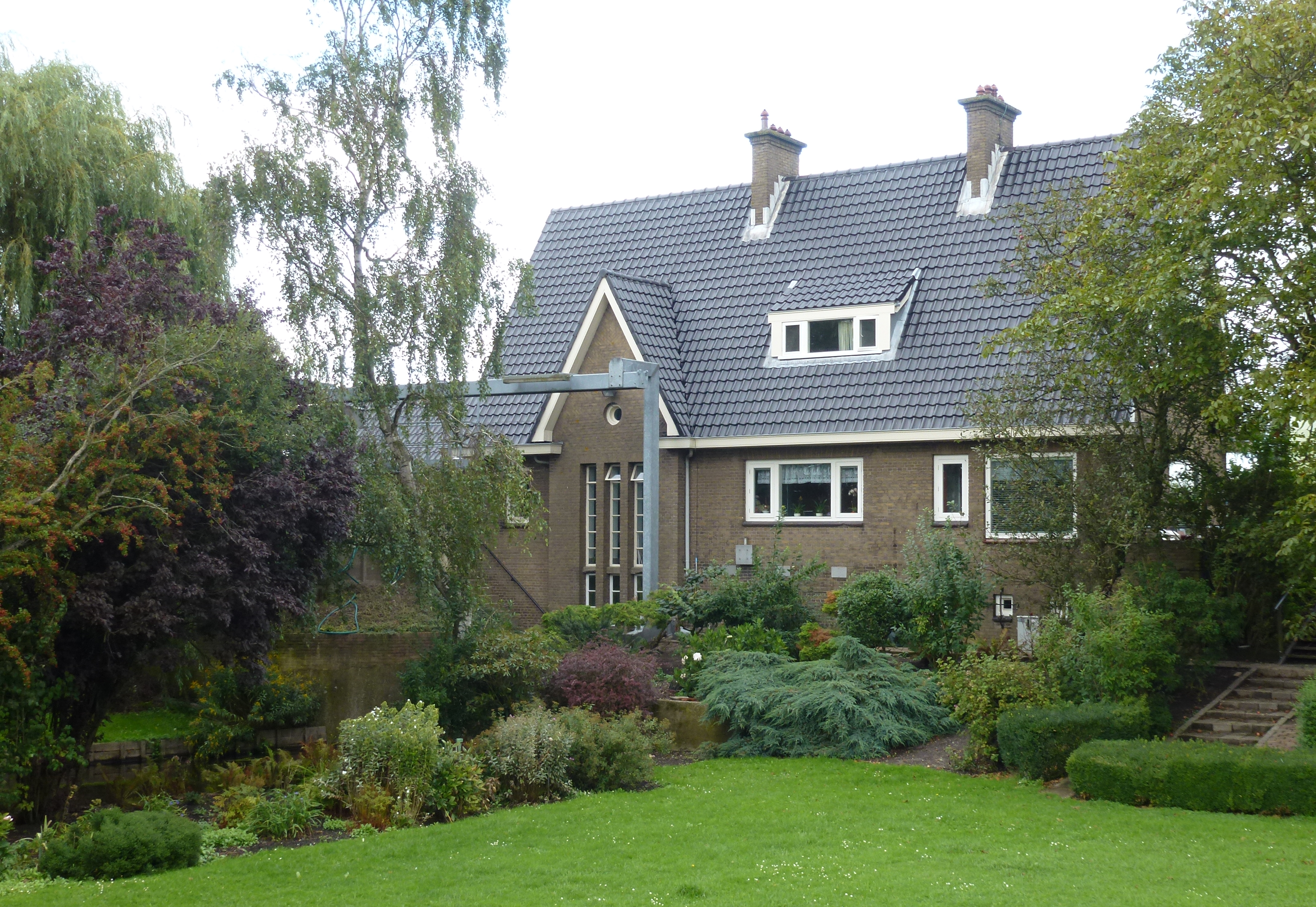
Gemaal Oostpolder aan de Broekweg
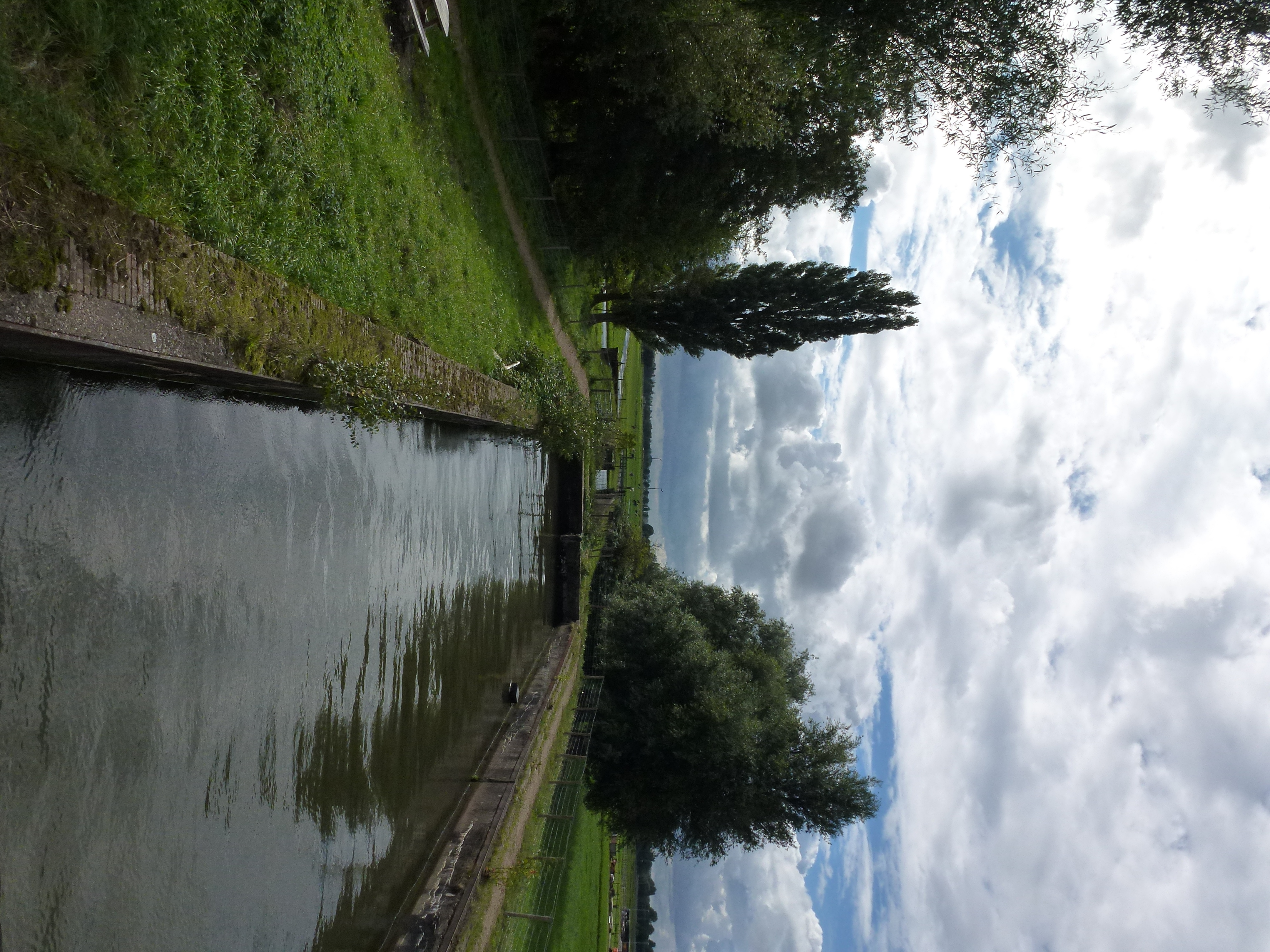
Schutsluis Moordsche Verlaat aan de Broekweg

Binnenstad (incl. Nieuwe Park) · Bloemendaal · Plaswijck · Noord (incl. Achterwillens) · Korte Akkeren · Kort Haarlem (incl. Josephbuurt, Oosterwei, Vreewijk en Voorwillens) · Goverwelle · Stolwijkersluis · Westergouwe (incl. Oostpolder in Schieland met Broek en Broekhuizen)